# Jordanów (gemeente)
De gemeente Jordanów is een landgemeente in het Poolse woiwodschap Klein-Polen, in powiat Suski.
De gemeente bestaat uit 5 dorpen: Łętownia, Naprawa, Osielec, Toporzysko en Wysoka. De zetel van de gemeente is in Jordanowie.
Op 30 juni 2004 telde de gemeente 10 431 inwoners.

## Oppervlakte gegevens
In 2002 bedroeg de totale oppervlakte van gemeente Jordanów 92,65 km², waarvan:
- agrarisch gebied: 53%
- bossen: 41%

De gemeente beslaat 13,51% van de totale oppervlakte van de powiat.

## Demografie
Stand op 30 juni 2004:
| Omschrijving                   | Totaal | Totaal | Vrouwen | Vrouwen | Mannen | Mannen |
| ------------------------------ | ------ | ------ | ------- | ------- | ------ | ------ |
| eenheid                        | aantal | %      | aantal  | %       | aantal | %      |
| inwoners                       | 10 431 | 100    | 5230    | 50,1    | 5201   | 49,9   |
| bevolkingsdichtheid (inw./km²) | 112,6  | 112,6  | 56,4    | 56,4    | 56,1   | 56,1   |

In 2002 bedroeg het gemiddelde inkomen per inwoner 1277,69 zł.

## Aangrenzende gemeenten
Bystra-Sidzina, Jordanów, Lubień, Maków Podhalański, Raba Wyżna, Spytkowice, Tokarnia